# Бертниківська сільська рада
Бе́ртниківська сільська́ ра́да — адміністративно-територіальна одиниця та орган місцевого самоврядування в Монастириському районі Тернопільської області. Адміністративний центр — село Бертники.

## Загальні відомості
- Територія ради: 1,69 км²
- Населення ради: 450 осіб (станом на 2001 рік)

## Населені пункти
Сільській раді були підпорядковані населені пункти:
- с. Бертники

## Склад ради
Рада складалася з 12 депутатів та голови.
- Голова ради: Процко Михайло Іванович
- Секретар ради: Козак Ганна Олексіївна

### Керівний склад попередніх скликань
| Прізвище, ім'я, по батькові | Основні відомості                                                               | Дата обрання | Дата звільнення |
| --------------------------- | ------------------------------------------------------------------------------- | ------------ | --------------- |
| Гладкий Павло Петрович      | Сільський голова, 1947 року народження, безпартійний                            | 26.03.2006   | 31.10.2010      |
| Процко Михайло Іванович     | Сільський голова, 1968 року народження, освіта середня спеціальна, безпартійний | 31.10.2010   |                 |

Примітка: таблиця складена за даними сайту Верховної Ради України

### Депутати
За результатами місцевих виборів 2010 року депутатами ради стали:

#### За суб'єктами висування
| Суб'єкт висування | Кількість обраних депутатів | %   |
| ----------------- | --------------------------- | --- |
| Самовисування     | 12                          | 100 |

#### За округами
| № округу | Прізвище, ім'я, по батькові    | Дата визнання обраним | Освіта             | Партійна приналежність                        | Відомості про обраного депутата                                        |
| -------- | ------------------------------ | --------------------- | ------------------ | --------------------------------------------- | ---------------------------------------------------------------------- |
| 1        | Козак Ганна Олексіївна         | 01.11.2010            | середня спеціальна | позапартійна                                  | тимчасово не працює                                                    |
| 2        | Дутка Марія Степанівна         | 01.11.2010            | середня спеціальна | позапартійна                                  | тимчасово не працює                                                    |
| 3        | Дудин Ольга Теодорівна         | 01.11.2010            | вища               | член Всеукраїнського об'єднання «Батьківщина» | Бертниківська загальноосвітня школа І ст., вчитель                     |
| 4        | Шевчук Василь Володимирович    | 01.11.2010            | середня            | позапартійний                                 | Бучацький агротехнікум, студент                                        |
| 5        | Сташків Віктор Іванович        | 01.11.2010            | середня            | позапартійний                                 | Бучацький коледж Подільського аграрно-технічного університету, студент |
| 6        | Шевчук Оксана Василівна        | 01.11.2010            | середня спеціальна | позапартійна                                  | Бертниківський фельдшерський пункт, акушер                             |
| 7        | Молчанова Галина Володимирівна | 01.11.2010            | вища               | позапартійна                                  | Тростянецька І-ІІ ст, вчитель біології і хімії                         |
| 8        | Слойчук Степанія Ярославівна   | 01.11.2010            | вища               | позапартійна                                  | Бертниківська сільська рада, головний спеціаліст — головний бухгалтер  |
| 9        | Дмитрів Світлана Миколаївна    | 01.11.2010            | середня спеціальна | позапартійна                                  | тимчасово не працює                                                    |
| 10       | Гулька Оксана Степанівна       | 01.11.2010            | вища               | позапартійна                                  | тимчасово не працює                                                    |
| 11       | Андрусишин Михайло Орестович   | 01.11.2010            | середня            | позапартійний                                 | Бучацький рембуд, будівельник                                          |
| 12       | Богонос Роман Васильович       | 01.11.2010            | середня            | позапартійний                                 | тимчасово не працює                                                    |